# Петрівка (Кодимська міська громада)
Петрі́вка — село Кодимської міської громади у Подільському районі Одеської області, Україна.
Розташоване біля залізничної станції Абамеликове, однієї з трьох станцій колишнього Кодимського району.

## Історія
7 (20) листопада 1917 року, відповідно до Третього Універсалу Української Центральної Ради, увійшло до складу Української Народної Республіки.
12 червня 2020 року, відповідно до Розпорядження Кабінету Міністрів України від № 724-р «Про визначення адміністративних центрів та затвердження територій територіальних громад Одеської області», увійшло до складу Кодимської міської територіальної громади.
19 липня 2020 року, в результаті адміністративно-територіальної реформи і ліквідації Кодимського району, село увійшло до складу новоутвореного Подільського району.

## Населення
Згідно з переписом УРСР 1989 року чисельність наявного населення села становила 611 осіб, з яких 260 чоловіків та 351 жінка.
За переписом населення України 2001 року в селі мешкало 545 осіб.

### Мова
Розподіл населення за рідною мовою за даними перепису 2001 року:
| Мова       | Кількість | Відсоток |
| ---------- | --------- | -------- |
| українська | 526       | 93.43%   |
| румунська  | 21        | 3.73%    |
| російська  | 15        | 2.66%    |
| болгарська | 1         | 0.18%    |
| Усього     | 563       | 100%     |